# Apion fulvipes
Apion fulvipes numera Protapion fulvipes är en skalbaggsart som först beskrevs av Geoffroy 1785.  Protapion fulvipes ingår i släktet Protapion, och familjen spetsvivlar. Arten är reproducerande i Sverige.